# Ярдам (Башкортостан)
Ярдам (баш. Ярҙам) — деревня в Буздякском районе Республики Башкортостан Российской Федерации. Входит в состав Кузеевского сельсовета.

## География

### Географическое положение
Расстояние до:
- районного центра (Буздяк): 55 км,
- центра сельсовета (Кузеево): 10 км,
- ближайшей ж/д станции (Буздяк): 55 км.

## Население
| 2002 | 2009 | 2010 |
| ---- | ---- | ---- |
| 20   | ↘16  | ↘10  |

Согласно переписи 2002 года, преобладающая национальность — башкиры (90 %).